# Caroline Criado Perez
Caroline Emma Criado Perez (1984) is een Britse feministische activist, journalist en auteur.

## Vroege leven en onderwijs
Caroline Criado Perez is geboren in 1984. Haar moeder Alison Criado Perez was huismoeder maar werd na de scheiding van haar man in Criado Perez' puberteit verpleegkundige bij Artsen zonder Grenzen, onder andere bij een humanitaire hulpmissie in Soedan. Haar vader is Carlos Criado Perez, een in Argentinië geboren zakenman en voormalig chief executive officer (CEO) van de Safeway-supermarktketen in het Verenigd Koninkrijk. Het gezin woonde tijdens Criado Perez' jeugd in verschillende landen, waaronder Spanje, Portugal en Taiwan en het Verenigd Koninkrijk.
Na een aantal jaren werken op een webdesignbureau begon Criado Perez op haar vijfentwintigste aan een studie Engelse taal en literatuur aan de universiteit van Oxford. Ze studeerde af in 2012. Ze begon een master gedragseconomie aan de London School of Economics, die ze niet afmaakte. De aanleiding waardoor Criado Perez feminist werd is een boek van Deborah Cameron over de studie van taal, waarin de relatie tussen gender en voornaamwoorden wordt besproken. "Door dat boek besefte ik: ik heb geen idéé wat er in mijn hoofd omgaat."

## Acties
De eerste actie van Criado Perez, het Women's Room-project, had tot doel de aanwezigheid van vrouwelijke experts in de media te vergroten door middel van een webdatabase van vrouwelijke deskundigen voor journalisten.
In 2013 verzette Criado Perez zich tegen het besluit van de Bank of England om de beeltenis van Elizabeth Fry op het biljet van 5 pond te vervangen door dat van Winston Churchill, waardoor er geen vrouwen meer op de bankbiljetten zouden staan. De campagne kreeg de steun van 35.000 ondertekenaars en leidde ertoe dat op een nieuw biljet van 10 pond het beeld van Jane Austen wordt gebruikt. Deze actie leidde tot aanhoudende intimidatie van Criado Perez en andere vrouwen op de sociaalnetwerksite Twitter; als gevolg hiervan kondigde Twitter uiteindelijk aan de klachtenprocedures te zullen verbeteren. In een artikel in de London Evening Standard in september 2017 schreef Criado Perez dat ze haar eerste "Austen-tientje" zou schenken aan haar plaatselijke vrouwenopvang: "Het voelt als de juiste manier om dit hoofdstuk van mijn leven te beëindigen".
In 2016 begon Criado Perez een campagne voor het plaatsen van een sculptuur van een vrouw op Parliament Square (Londen). De elf standbeelden op het plein waren allemaal ter herdenking van mannen, onder wie Winston Churchill en Nelson Mandela. Ze schreef hierover in twee grote landelijke dagbladen en bood de burgemeester van Londen een petitie aan. Naar aanleiding hiervan werd een standbeeld geplaatst van de feministe en suffragette Millicent Fawcett op het plein, dat is onthuld in april 2018. Het standbeeld is ontworpen door Gillian Wearing en is daarmee het eerste standbeeld op Parliament Square dat is ontworpen door een vrouw.

## Journalistiek
Criado Perez is freelance journalist en schrijft onder meer voor The Guardian, The Times en The Independent.

## Auteur en werk
In 2016 werd Do it like a woman ...and change the world, het eerste boek van Criado Perez, uitgegeven door Granta publishers. Hierin portretteert ze een aantal vrouwen met een positieve bijdrage aan de wereld.
Haar tweede boek, Invisible women - exposing data bias in a world designed for men, werd in 2019 uitgegeven door Penguin Books. Invisible women is in meer dan dertig landen in vertaling uitgebracht, onder meer in Brazilië, Duitsland, Frankrijk, Griekenland, Iran, Japan, Mongolië, Spanje en Turkije. Een Nederlandse vertaling van Invisible women kwam in 2019 uit  onder de titel Onzichtbare vrouwen - Waarom we leven in een wereld voor en door mannen ontworpen. In Invisible women stelt Criado Perez dat data over mannen als uitgangspunt en norm worden gebruikt bij allerlei onderzoeken, analyses en ontwerpen, en dat er een genderdatakloof is; er zijn te weinig wetenschappelijke data over vrouwen beschikbaar. Invisible Women zou in eerste instantie een boek over de medische wereld worden, maar door het onderzoek dat Criado Perez voor het boek deed kwam ze tot de conclusie dat het onderwerp een veel bredere draagwijdte had. Ze beschreef bijvoorbeeld dat de meestgebruikte crashtestdummy's wat betreft lengte, postuur en gewichtsverdeling worden gemaakt op basis van een 'gemiddelde' man, en dat daarom auto-ongeukken voor vrouwen gemiddeld vaker ernstige gevolgen hebben.
De ideeën van Criado Perez inspireerden ook in Nederland een publiek debat via publicaties in de media en een aantal debatten, onder meer op universiteiten en in de politiek. Er kwam meer aandacht voor initiatieven om de genderdatakloof te verkleinen. Zo wordt aan sommige designopleidingen sinds kort onderwijs gegeven in genderonderwerpen en is een groep cardiologen in verschillende ziekenhuizen (onder wie Angela Maas, Harriette Verwey en Janneke Wittekoek) pleitbezorgers van genderspecifieke geneeskunde, waarbij ze zich al jaren inzetten voor meer kennis van het vrouwenhart.
Voor het boek Invisible women won Criado Perez de Royal Society Insight Investment Science Book Prize, een prijs voor populairwetenschappelijk werk. Ze was de vijfde vrouw die achtereenvolgens de prijs kreeg. Daarvoor was de prijs in meer dan dertig jaar alleen gewonnen door mannen. In reactie zei ze "Het was voor mij heel belangrijk om deze prijs te winnen, want ik heb zelf niet echt een wetenschappelijke achtergrond."

## Onderscheidingen
Voor haar succesvolle activisme over het afbeelden van vrouwen op bankbiljetten won Criado Perez in november 2013 de prijs voor mensenrechtenactivist van het jaar van de burgerrechtenorganisatie Liberty. In 2013 werd ze ook uitgeroepen tot een van BBC's '100 Women'. In 2015 werd Criado Perez benoemd tot Officier in de Orde van het Britse Rijk (Engels: The Most Excellent Order of the British Empire, afkorting: OBE) voor haar bijdragen aan gelijkheid en diversiteit, met name in de media. In 2019 won Criado Perez de Royal Society Insight Investment Science Books Prize voor haar boek Invisible Women: Exposing Data Bias in a World Designed for Men, en het boek was het Financial Times Business Book of the Year.